# Symphytognathidae
Famille
Les Symphytognathidae sont une famille d'araignées aranéomorphes.

## Distribution

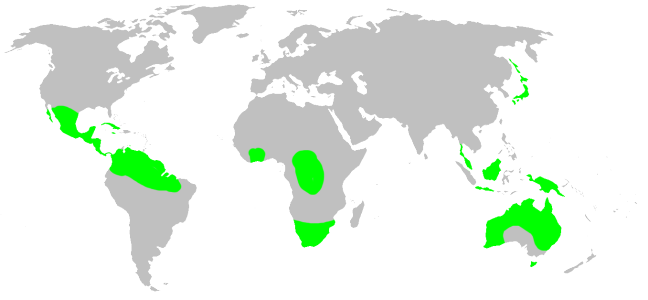
Distribution.

Les espèces de cette famille se rencontrent en Amérique, en Asie, en Afrique subsaharienne, en Océanie et au Portugal.

## Paléontologie
Cette famille n'est pas connue à l'état fossile.

## Taxonomie
Cette famille rassemble 98 espèces dans dix genres actuels.

## Liste des genres
Selon World Spider Catalog (version 22.5, 01/12/2021) :
- Anapistula Gertsch, 1941
- Anapogonia Simon, 1905
- Crassignatha Wunderlich, 1995
- Curimagua Forster & Platnick, 1977
- Globignatha Balogh & Loksa, 1968
- Iardinis Simon, 1899
- Kirinua Li & Lin, 2021
- Patu Marples, 1951
- Swilda Li & Lin, 2021
- Symphytognatha Hickman, 1931

## Publication originale
- Hickman, 1931 : « A new family of spiders. » Proceedings of the Zoological Society of London, sér. B, vol. 110, no 4, p. 1321-1328.